# Dopasowanie do wzorca
Dopasowanie do wzorca – operacja, gdzie pewne wyrażenie sprawdza się ze wzorcem, w którym może znajdować się co najmniej jedno „wolne miejsce”. W jej wyniku, jeśli nastąpiło dopasowanie, otrzymuje się listę wyrażeń dopasowanych do wolnych miejsc wzorca.
Dopasowywanie do wzorca jest bardzo ekspresywną techniką programistyczną. Dwa najpopularniejsze systemy to:
- wyrażenia regularne
- wzorce symboliczne.

## Wyrażenia regularne
W większości nowych języków (na przykład w (Perlu) wyrażeń regularnych można używać jako wzorców:
```
if
 
(
$numer_ip
 
=~
 /^(\d+)\.(\d+)\.(\d+)\.(\d+)$/
)

{

    
# pasuje do wzorca, kolejne liczby w $1 $2 $3 $4

}
 
else
 
{

    
# nie pasuje do wzorca

}

```

Dopasowywanie to jest jednym z głównych źródeł siły ekspresji i zwięzłości Perla i innych nowych języków (Ruby, PHP, Python i inne). Analogiczny kod w C musiałby korzystać z biblioteki zapewniającej dopasowywane do wzorców (np. PCRE) lub byłby proporcjonalnie gigantyczny i zarazem mało czytelny, z dużymi szansami na wystąpienie błędów.

## Wzorce symboliczne
W językach funkcyjnych zwykle używa się wzorców symbolicznych – termów ze zmiennymi, które dopasowuje się do danego wyrażenia przez unifikację. Dostępny jest też specjalny symbol uniwersalny, pasujący do każdego obiektu – w wielu językach jest to podkreślnik.
Na przykład (w OCamlu) zamianę wartości liczbowej na ciąg znaków z użyciem dopasowania można zrealizować następująco:
```
match liczba with
     0 -> "zero"
|    1 -> "jeden"
|    2 -> "dwa"
|    _ -> "inna liczba"

```

To samo można uzyskać instrukcją warunkową:
```
if liczba = 0 then "zero" else
if liczba = 1 then "jeden" else
if liczba = 2 then "dwa" else "inna liczba"

```

Jednak zapis jest bardziej rozwlekły i mniej czytelny.
Jeszcze inny przykład wykorzystujący konstruktory list; zapis x::lista oznacza doklejenie na początek listy elementu x, wynikiem jest nowa lista.
```
match zmienna with
           [] -> "Lista jest pusta"
|       x::[] -> "Lista ma jeden element: " ^ x
|    x::y::[] -> "Lista ma dwa elementy: " ^ x ^ " i " ^ y
| x::y::z::[] -> "Lista ma trzy elementy: " ^ x ^ ", " ^ y ^" i " ^ z
| x::y::z::_  -> "Lista ma więcej niż trzy elementy: " ^ x ^ ", " ^ y ^", " ^ z ^ "..."

```

Można przekształcać symbole w inne wyrażenia (OCaml, kod z texvc):
```
let get_encoding = function
    UTF8   -> "\\usepackage{ucs}\n\\usepackage[utf8]{inputenc}\n"
  | LATIN1 -> "\\usepackage[latin1]{inputenc}\n"
  | LATIN2 -> "\\usepackage[latin2]{inputenc}\n"

```